# Raionul Rahău
Raionul Rahău (în ucraineană Рахівський район) este unul din cele 13 raioane administrative din regiunea Transcarpatia din Ucraina, cu reședința în orașul Rahău. A fost înființat în anul 1946, fiind inclus în componența RSS Ucrainene. Începând din anul 1991, acest raion face parte din Ucraina independentă.

## Geografie
Raionul se învecineazǎ cu România în sud, cu regiunea Ivano-Frankivsk în nord și est și cu raionul Teceu în vest. Este situat în partea cea mai înaltǎ a Carpaților ucraineni; la 40 km distanțǎ de Rahău se aflǎ cel mai înalt vârf din Ucraina: Vârful Hovârla.
Clima temperat-continentalǎ. Perioada cu temperaturi de peste 10 °C constituie în mediu 147 zile. Temperatura medie a lunii ianuarie constituie -4.8 °C, a lunii iulie +18 °C, temperatura medie anualǎ +7.4 °C.

## Demografie

### Numărul populației la 1 ianuarie
| 2013    | 2014    | 2015    |
| ------- | ------- | ------- |
| ▲91.557 | ▲91.857 | ▲92.285 |

- Sursă:[1]

### Structura etnolingvistică
Componența lingvistică a raionului Rahău
     Ucraineană (84,63%)
     Română (11,59%)
     Maghiară (2,48%)
     Alte limbi (1,17%)
Conform recensământului din 2001, majoritatea populației raionului Rahău era vorbitoare de ucraineană (84,63%), existând în minoritate și vorbitori de română (11,59%) și maghiară (2,48%).
În 2006 populația raionului era de 90.945 persoane, inclusiv o populație urbană de aproximativ 35.827 (39,4%) de locuitori. În total există 32 de așezări.
Potrivit recensământului ucrainean din 2001, populația raionului era de 90.811 locuitori.
Structura etnicǎ:
- Ucraineni (Huțuli) 83.8% (76.099)
- Români 11,6% (10.535)
- Unguri 3,2% (2.906)
- Ruși 0,8% (726)
- Alții 0,6% (545)

### Comunități majoritar românești
- Plăiuț: 882 loc. – 78,2%